# (13936) 1989 HC
(13936) 1989 HC est un objet de la ceinture principale d'astéroïdes extérieure de 19,697 km de diamètre découvert en 1989.

## Description
(13936) 1989 HC a été découvert le 30 avril 1989 à l'observatoire Palomar, situé au nord de San Diego en Californie, par Eleanor Francis Helin.

### Caractéristiques orbitales
L'orbite de cet astéroïde est caractérisée par un demi-grand axe de 3,21 UA, un périhélie de 3,19 UA, une excentricité de 0,01 et une inclinaison de 22,64° par rapport à l'écliptique. Du fait de ces caractéristiques, à savoir un demi-grand axe entre 3,2 et 4,6 UA, il est classé, selon la JPL Small-Body Database, comme objet de la ceinture principale d'astéroïdes extérieure.

### Caractéristiques physiques
(13936) 1989 HC a une magnitude absolue (H) de 12,1 et un albédo estimé à 0,085, ce qui permet de calculer un diamètre de 19,697 km. Ces résultats ont été obtenus grâce aux observations du Wide-Field Infrared Survey Explorer (WISE), un télescope spatial américain mis en orbite en 2009 et observant l'ensemble du ciel dans l'infrarouge, et publiés en 2011 dans un article présentant les premiers résultats concernant les astéroïdes de la ceinture principale.